# Smith Automobile and Machine Company

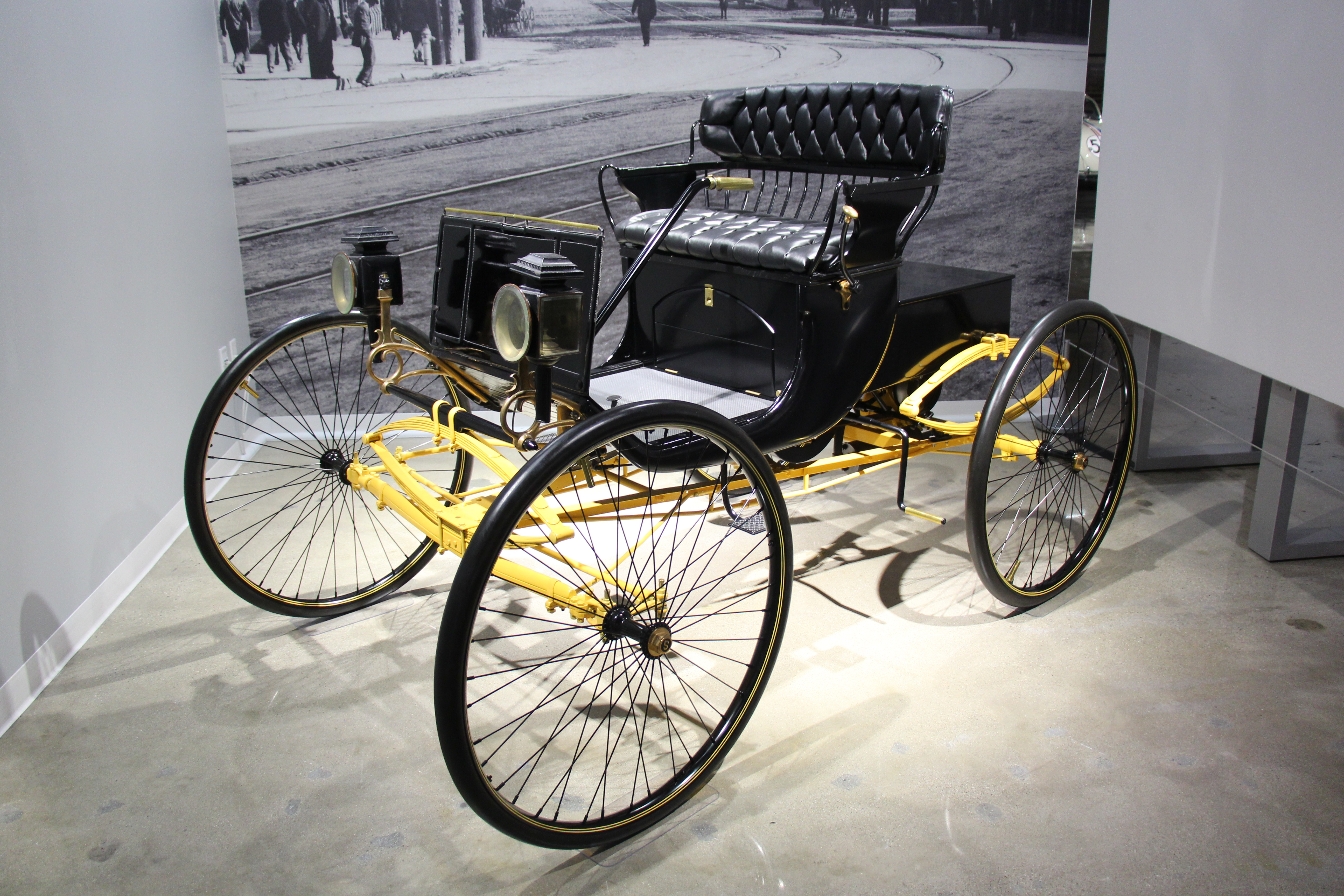
Smith Runabout im Petersen Automotive Museum

Smith Automobile and Machine Company war ein US-amerikanischer Hersteller von Kraftfahrzeugen.

## Unternehmensgeschichte
Die Brüder Alonzo F. und R. Stanley Smith betrieben zu Beginn des 20. Jahrhunderts eine mechanische Werkstätte. Der Sitz war an der Santa Fe Avenue in Los Angeles in Kalifornien. Es gibt Hinweise darauf, dass sie bereits 1900 dort tätig waren. Eine Quelle gibt allerdings an, dass sie laut den Unterlagen der Stadt erst ab 1905 dort ansässig waren. Sie boten von 1900 bis 1907 Personenkraftwagen an und Lastkraftwagen bis 1908. Der Markenname lautete Smith. Danach waren sie noch als Autohaus und Autowerkstatt tätig. 1911 wurde das Unternehmen aufgelöst.

## Fahrzeuge
Über die Fahrzeuge ist wenig bekannt.
Ein Pkw existiert noch. Das Baujahr wird auf 1900 geschätzt, könnte aber auch etwas jünger sein. Ein luftgekühlter Zweizylinder-Boxermotor sorgt für den Antrieb. Er treibt über zwei Riemen die Hinterachse an. Der Vergaser stammt von Tillotson. Die Karosserie ist offen. Der kleine Runabout bietet Platz für zwei Personen. Gelenkt wird mit einem Lenkhebel.